# اعلامیه سازمان ملل در مورد حقوق کارگران و دهقان‌ها
اعلامیه سازمان ملل در مورد حقوق کارگران و دهقان‌ها (به انگلیسی: United Nations Declaration on the Rights of Peasants)‏ (UNDROP)، با عنوان رسمی «اعلامیه سازمان ملل متحد در مورد حقوق دهقان‌ها و سایر افرادی که در نواحی روستائی زندگی می‌کنند» ، یک قطعنامه «مجمع عمومی سازمان ملل متحد» (UNGA) حقوق بشر با «درک جهانی» بوده که در سال ۲۰۱۸ میلادی توسط سازمان ملل متحد پذیرفته شده‌است.

## تاریخچه

### پیشینه
جنبش‌های متعدد کارگران و دهقان‌ها، مردم بومی و سایر کارگران روستائی، به مدت چند دهه، خواستار صدور چنین متنی بوده‌اند.
در سال ۲۰۰۸ میلادی، «اعلامیه حقوق کارگران و دهقان‌ها – زنان و مردان»‏ توسط «لا ویا کمپسینا» راه‌اندازی شده و با حمایت سایر سازمان‌های جامعه مدنی، آن را به شورای حقوق‌بشر سازمان ملل متحد ارائه کرد.
متن مذکور بعد از سال‌های ۲۰۰۹ تا ۲۰۱۹ میلادی به عنوان مبنای مذاکرات در مورد متن نهایی اعلامیه UNDROP استفاده گردید. این مذاکرات توسط گروه‌های جامعه مدنی مانند «لاویا کمپسینا»، FIAN بین‌املل، یا «مرکز جهان سوم اروپا»‏ (CETIM) و هم‌چنین توسط آکادمی‌هایی هم‌چون «گروه حقوق کارگران و دهاقین» ، از «آکادمی قانون بشردوستانه بین‌المللی و حقوق بشر جنوا» ، چندین تن از «گزارشگران ویژه سازمان ملل متحد» حمایت شده بود.

### حقوق دهقان‌ها
مفهوم حقوق کارگران، بر روی حقوق دهقان‌ها ساخته شده که در میان سایر معاهدات، توسط معاهده دستگاه FAO و کنوانسیون تنوع زیستی به رسمیت شناخته شد.

### مذاکرات متن

#### راه اندازی
این مذاکرات که در ابتدا توسط بولیویا رهبری می‌شد، توسط شورای حقوق‌بشر سازمان ملل متحد ابداع شده و نهایتاً توسط مجمع عمومی سازمان ملل متحد پذیرفته شد.

#### شورای حقوق بشر
در ۲۸ سپتمبر ۲۰۱۸، پیش‌نویس قطعنامه A/HRC/39/L.16، به این کشورها ارائه شد: الجزایر، بولیوی، کوبا، اکوادور، السالوادور، مصر، هائیتی، کنیا، نیکاراگوئه، پاراگوئه، فیلیپین، آفریقای جنوبی، توگو، ونزوئلا و دولت فلسطین.
متعاقباً با ۳۳ رای موافق، ۱۱ رای ممتنع (بلژیک، برزیل، کرواسی، آلمان، ایسلند، ژاپن، کره جنوبی، اسلواکی، اسلوونی و اسپانیا) و ۳ رای مخالف (آسترالیا، مجارستان و پادشاهی انگلستان) به عنوان قطعنامه HRC 39/12 پذیرفته شد.

#### کمیته سوم مجمع عمومی
در ۲۴ اکتبر، «کمیته سوم مجمع عمومی سازمان ملل متحد» یک گروه آزاد کاری میان حکومتی را برگزار کرد تا در مورد پیش‌نویس UNDROP بحث کنند. در این گروه نماینده‌های بولیوی، اندونزی، اتحادیه اروپا، کوبا و آفریقای جنوبی توضیحاتی ارائه نمودند. پیش‌نویس قطعنامه (A/C.3/73/L.30) به کمیته سوم مجمع عمومی سازمان ملل در ۸ نوامبر توسط نماینده بولیوی و با حمایت مالی مشترک از این کشورها ارائه گشت: کوبا، اکوادور، السالوادور، مغولستان، نیکاراگوئه، پاراگوئه، پرتغال، آفریقای جنوبی و ونزوئلا.
در ۱۹ نوامبر، این پیش‌نویس حمایت این کشورها را حاصل کرد: بنین، جمهوری آفریقای مرکزی، چاد، جمهوری دومینیکن، مصر، اریتره، گینه، اندونزی، ایران، قزاقستان، کنیا، لیبریا، مالی، نیجر، نیجریه، پاکستان، سنت کیتس و نویس، سنت وینسنت و گرنادین‌ها، سیرالئون، سومالی، سودان جنوبی، اوگاندا، تانزانیا، زامبیا و زیمبابوه. متعاقباً به رای گذاشته شد که نتیجه آن مثبت بود: ۱۱۹ رای موافق، ۷ رای مخالف (آسترالیا، هنگری، اسرائیل، زیلاند جدید، سویدن، پادشاهی انگلستان، ایالات متحده آمریکا) و ۴۹ رای ممتنع.

#### هفتاد و سومین اجلاس فراگیر مجمع عمومی
در پنجاه و پنجمین جلسه عمومی در ۱۷ دسمبر ۲۰۱۸، هفتاد و سومین جلسه مجمع عمومی سازمان ملل متحد قطعنامه ۷۳/۱۷۵ را که UNDROP ضمیمه آن بود را پذیرفت، معرفی آن چنین قرائت شد:
مجمع عمومی،
پذیرایی از پذیرش توسط شورای حقوق بشر، در قطعنامه ۳۹/۱۲ تاریخ ۲۸ سپتامبر ۲۰۱۸ میلادی، اعلامیه سازمان ملل متحد در مورد حقوق کارگران و دهاقین و سایر افرادی که در نواحی روستائی کار می‌کنند،
1. اعلامیه سازمان ملل متحد در مورد حقوق کارگران و دهاقین و سایر افرادی که در ساحات روستائی کار می‌کنند، که در ضمیمه این قطعنامه آمده‌است را می‌پذیرد؛
2. از دولت‌ها، نهادها و مؤسسات سیستم سازمان ملل متحد و مؤسسات میان دولتی و غیردولتی دعوت می‌کند تا این اعلامیه را پخش و نشر کرده و احترام و درک جهانی را ترویج نمایند.
3. از سردبیر کل تقاضا می‌گردد تا متن اعلامیه را در ویرایش بعدی حقوق بشر شامل سازد: مجموعه ابزارهای بین‌المللی

قبل از پذیرش، نماینده سویس (یکی از چند کشور که در انکشاف UNDROP دخلی نداشته اما رای موافق داد) در مورد UNDROP اعلام کرد که «این اعلامیه حقوق کارگران و دهاقین را در یک سند خلاصه می‌سازد تا به صورت بهتر در مورد اوضاع آگاهی دهی صورت گیرد. این یک سگنال بسیار مهم سیاسی است.»

## محتویات

### ماده ۱، ۲، ۲۷ و ۲۸: احکام عمومی
ماده ۱ مفاهیم اساسی را تعریف می‌کند، مفاد ۲ و ۲۸ بالای ملکفیت‌های کلی کشورها تمرکز دارد. و ماده ۲۷ مسؤلیت‌های سیستم سازمان ملل متحد و سایر مؤسسات میان دولتی را فهرست می‌نماید.

### ماده ۳: مساوات
ماده ۳ مفهیم مساوات و عدم تبعیض در میان کارگران و دهاقین و سایر افرادی که در ساحات روستائی کار می‌کنند را معرفی می‌کند.

### ماده ۴: زنان
ماده ۴ نقش بزرگ زنان در شرایط زراعتی روستائی را ذکر می‌کند و اعلام می‌دارد که باید تبعیض در برابر زنان صفر باشد، توازن جنسیتی سالم و سهم و شراکت زنان در تمام سطوح در نظر گرفته شود.

### مفاد ۵ و ۱۸: حق طبیعت
ماده ۵ روی حق کارگران و دهاقین در دسترسی به منابع طبیعی به شمول منابع ژنتیکی و برخورداری از وسایل پیشرفت‌ها، خصوصاً توسعه پایدار تمرکز دارد. ماده ۱۸ با دادن حقوق مشخص به محیط زیست پاک و سالم برای تمام افرادی که در ساحات روستائی کار و زندگی می‌کنند، تکمیل کنندهٔ این حکم می‌باشد.

### مفاد ۶، ۷، ۸ و ۹: آزادی‌ها و حقوق مدنی و سیاسی
این بخش اعلامیه حق زندگی، امنیت افراد، آزادی حرکت، آزادی اندیشه و آزادی بیان و هم‌چنین آزادی انجمن را مورد بحث قرار می‌دهد.

### مفاد ۱۰، ۱۱ و ۱۲: عدالت
مفاد ۱۰، ۱۱ و ۱۲ بالای حق اشتراک، حق معلومات، حق عدالت، شامل دسترسی به عدالت، رفتار منصفانه و هم‌چنین در صورت نقض حقوق کارگران و دهاقین حق علاج و غرامت تمرکز دارد.

### مفاد ۱۳، ۱۴ و ۱۶: حقوق کار
این دو ماده حق کار و حق کار در محیط امن و سالم را با شرایط مناسب کاری دربردارند. ماده ۱۶ تکمیل کننده بوده و در راستای حق انتخاب و حفظ امرار معاش و وسیله‌های تولید، بالای حق عاید مناسب تمرکز دارد.

### ماده ۱۵: حاکمیت غذائی
ماده ۱۵ یکی از پرسش‌های اصلی حرکت‌های کارگران و دهاقین در جریان سال را توضیح می‌دهد: حق غذا، امنیت غذایی و حاکمیت غذایی.

### مفاد ۲۲ و ۲۳: حق صحت و امنیت اجتماعی
این ماده بر مبنی داشتن حق تمامی مردم و برخوردار بودن از بلندترین معیارها صحت فیزیکی و روانی قابل حصول (حق بر سلامتی) را بیان کرده و شامل عناصر خاصی همچون اشاراتی به طب سنتی است.

### ماده ۲۶: حقوق فرهنگی، دانش سنتی و مصطلحات سنتی فرهنگی
این ماده روی جنبه‌های اجتماعی-فرهنگی، خصوصاً دانش سنتی و میراث سنتی فرهنگی تمرکز دارد.